# Libuše Králová
Libuše Králová, nebo také Libuše Tichá (* 12. prosince 1948, Praha) je česká tanečnice, choreografka, baletní mistryně a pedagožka. Jejím manželem byl tanečník, baletní mistr a její taneční partner František Tichý.

## Život
Už odmala měla ráda hudbu, a proto ji matka, která byla úřednicí, zapsala do baletní školy, kterou vedl baletní mistr Jaroslav Švec. Ten jí po třech letech doporučil, aby se přihlásila do přípravky baletu Národního divadla, kde byla přijata. I když její otec, technický inženýr, chtěl, aby šla studovat švadlenu nebo strojní průmyslovku, rozhodla se pro Taneční konzervatoř v Praze. Na konzervatoři se poznala se svým budoucím manželem Františkem Tichým a po absolutoria roku 1969 nastoupila do angažmá v plzeňském divadle. Další rok zde přestoupil i František Tichý, za něhož se posléze provdala. Od roku 1975 byla v tomto divadle sólistkou baletu.
Díky své technické přesnosti a půvabnému jevištnímu zjevu vytvořila řadu rolí, například Zarema v Bachčisarajské fontáně, Svanildu v Coppélii, Lízu v Marné opatrnosti, Clarice ve Sluhovi dvou pánů a titulní role v baletech Carmen, Gajané, Giselle a Nikotina. Titulní roli si i zahrála v českolsovenské premiéře baletu Anna Karenina od Rodiona Ščedrina, za kterou obdržela Cena Českého literárního fondu.
Poté, co dlouhodobě onemocněl šéf baletu a choreograf plzeňského divadla Gustav Voborník, novým šéfem baletu se stal její manžel František Tichý a Libuše dostala příležitost nastudovat balet Z pohádky do pohádky od Oskara Nedbala. Na představení se tehdy byla podívat docentka Brodská se svými kolegy, které se představení velmi líbilo a začala ji přemlouvat, ať jde studovat choreografii. Uposlechla a na Hudební akademii múzických umění v Praze roku 1988 dostudovala obor choreografie – režie. Jako choreografka v plzeňském divadle působila od roku 1982 do roku 1989 a mezi její zinscenované baletní představení se řadí Pierot, Coppélia, Don Juan, Legenda o lásce, Romeo a Julie, Hoffmannovy povídky, Bachšisarajská fontána a Macbeth, za kterého získala Cenu Zdeňka Hoffbauera.
Roku 1990 se rozhodla změnit působiště a ukončit svou taneční kariéru. Nastoupila do Jihočeského divadla v Českých Budějovicích, kde se stala šéfkou baletu a choreografkou. Poté, co roku 1993 pohostinsky nastudovala Legendu o lásce v Národním divadle moravskoslezském, nabídl jí zdejší ředitel Ilja Racek ml. post šéfky baletu a choreografky. Nabídku přijala a během svého působení do roku 1995 zde nastudovala Bachšisarajskou fontánu a Z pohádky do pohádky. Následně se rozhodla pro radikální změnu. Udělala si rekvalifikační kurz na kosmetičku, přestěhovala se do Prahy a zde si otevřela malý kosmetický salón. Ten jí ale moc nevynášel a než dostala opět nabídku z Jihočeského divadla, kterou i přijala, dělala pumpařku na benzinové pumpě. Za jejího působení v budějovickém divadle postavila tamní baletní soubor „na nohy“, profesionalizovala ho a hrála se zde představení jako Hoffmannovy povídky, Marná opatrnost, Z pohádky do pohádky, Popelka, Don Quijote, Čtvero ročních dob, Coppélia, Francesca da Rimini, Malá noční Mozartiana a také Carmen nebo Labutí jezero, které byly uvedeny i před otáčivým hledištěm v Českém Krumlově. Právě za inscenaci Labutího jezera v Českém Krumlově obdržela roku 2007 Cenu ruské společnosti TVEL za šíření ruské kultury.
Když roku 2009 odešla z Jihočeského divadla, rozhodla se vyučovat a věnovat se svým studentům na Vyšší odborné škole herecké, kde je vedoucí tanečního kabinetu, a na Pražské státní konzervatoři na hudebně dramatickém oddělení.
V roce 2000 ji byla udělena EUROPEAN PRIZE OF BALlET BY THE EUROPEAN UNION OF ARTS, Evropská cena umění za dlouholetý přínos baletnímu umění. Za svou práci obdržela roku 2022 Cenu Thálie za celoživotní mistrovství v kategorii balet a pantomima a jiný tanečně dramatický žánr.

## Ocenění
- 1979 Cena Českého literárního fondu (Cena Zdeňka Nejedlého) za titulní roli Anny Kareniny
- 1988 Cenu Zdeňka Hoffbauera za choreografii Macbetha
- 2000 EUROPEAN PRIZE OF BALLET BY THE EUROPEAN UNION OF ARTS
- 2007 Cena ruské společnosti TVEL za inscenaci Labutího jezera
- 2022 Cena Thálie za celoživotní mistrovství v kategorii balet a pantomima a jiný tanečně dramatický žánr